# Ejnar Dyggve
Ejnar Aksel Petersen Dyggve, født Petersen (født 17. oktober 1887 i Libau (Leepaja), Letland, død 6. august 1961 i København) var en dansk arkitekt, arkæolog og forfatter.

## Uddannelse
Hans forældre var stationsbestyrer i Store Nordiske Telegrafselskab Julius August Peter Petersen og Anna Lovisa Josephina Holmberg.
Dyggve gik på Ateneum, Helsingfors 1904-05 og var student ved Nya svenska läroverket i samme by 1906. Han tog filosofikum fra Københavns Universitet, var i murerlære i Göteborg og fik eksamen fra Det tekniske Selskabs Skole i København 1909. Han gik dernæst på Kunstakademiet i København (under professor Martin Nyrop) 1909-20.

## Virke
Han var deltager i Rask-Ørstedfondets arkæologiske ekspeditioner til Dalmatien 1922 og 1923 og leder af talrige udgravninger i Dalmatien 1929-32. Han deltog i de jugoslaviske udgravninger i Stobi i Makedonien foråret 1932 og i de danskgræske Kalydon-gravninger 1932 og 1935, var leder af de danske udgravninger i Thessaloniki 1939 og 1953 samt af Nationalmuseets udgravninger ved Jelling kongehøje (sammen med Johannes Brøndsted) 1941 og 1942. Han foretog undersøgelser i San Venanzio i Lateranen 1947, i Cividale 1947-48, i Basilica Urbana, Salona 1949, på Rhodos (Lindos) 1952 og Mljet i Adria 1954.

## Tillidshverv
Dyggve var medlem af Naturfredningsrådet 1924-28 og 1937-57, medlem af Danmarks Naturfredningsforenings hovedbestyrelse, forretningsudvalg og af dens tekniske udvalg 1925 samt af Landbrugsministeriets udvalg for statsskovenes æstetiske og naturvidenskabelige drift 1926, medlem af Dansk Byplanlaboratoriums plenarforsamling 1926 og repræsentantskab 1942,
ansvarshavende arkitekt for historiske mindesmærker i Dalmatien 1929-32, blev medlem af Videnskabernes Selskab 1936 og docent ved Ny Carlsberg Glyptotek samme år. Han var medlem Ny Carlsbergfondets direktion 1946-57, medlem af Kunstakademiet og af Akademiraadet 1934 og medlem af flere videnskabelige selskaber og akademier: 
Medlem af det Tyske Arkæologiske Rigsinstitut 1934-43 og fra 1954 (Romisch-Germanisehe kommission); korresponderende medlem af det Østrigske Arkæologiske Institut 1930, medlem 1954; fagreferent i selskabet for gammelkroatisk forskning »Bihac« 1930, æresmedlem 1932; æresmedlem af det arkæologiske selskab Hrvatsko Starinarsko Drustvo 1931 og af Det ungarske Selskab for Arkæologi og Kunsthistorie 1939; formand for Dansk-Jugoslavisk Forening 1935; medl. af Wiener Bauhütte 1931; stiftende medlem af Dansk Selskab for Oldtids- og Middelalderforskning 1934, af Dansk Arkitekturhistorisk Selskab 1947 og af Dansk-Færøsk Komité 1948; medlem af Société Hi-storique Yougoslave 1936, af Koldewey-Gesellschaft 1937, af det Kgl. Serbiske Videnskabsakademi 1940, af Instituttet for Sammenlignende Kulturforskning, Oslo 1947 og af Dansk Røde Kors udvalg for hjælp til Jugoslavien, æresborger i Solin (Salona) 1947, i »den hellige by« Misolongi 1949 og i Cividale 1952; medlem af Kungliga Vitterhets Historie och Antikvitets Akademien, Stockholm og af Jugoslavenska Akademija Znanosti i Umjetnosti; vicepræsident i Association Internationale des Études Byzantines 1948; byen Misolongis guldmedalje; medlem af det Norske Videnskapsakademi 1949; formand i styrelsen for Grosserer Collstrops Hjem for en dansk Videnskabsmand, Lundehave, 1950; medlem af kommissionen for Jellinghøjenes frilæggelse og af dennes arbejdsudvalg 1950; æresmedlem af Société Nationale des Antiquaires de France og af bjergbestigerforeningen »Mosor« 1951; medlem af Humanistiska Vetenskapssamfundet i Lund, af Société Française d'Archéologie og af Comité International d'Historie de l'Art 1952, vicepræsident i sidstnævnte 1955; medlem af Finska Fornminnesforeningen, af Instituto Veneto di Scienza, Lettere ed Arti, af Comité International pour l'Étude du Haut Moyen Age 1953, af Akademie der Wissenschaften i Wien; korresponderende medlem af Institut de France efter Ugo Monneret de Villard (Académie des Incriptions et Belles-Lettres); medlem af styrelsen for Dansk-Færøsk Forening 1955; medl. af Akademie der Wissenschaften und der Litteratur i Mainz, af styret for Det Danske Institut for Videnskab og Kunst i Rom og af Consiglio Internazionale dell'Enciclopedia dell'Arte 1956.

## Hæder
Han fik et legat fra Glashandler Johan Franz Ronges Fond 1915 og 1918, C.F. Hansen Medaillen to gange, 1917 og 1950, samt Akademisk Arkitektforenings æresmedalje 1957. Han var også æresmedlem af Societé Nationale des Antiques de France 1957 og dr.phil. honoris causae ved universiteterne i Oslo 1946, Beograd 1947 og Technische Universität München. Han fik Chr. Møller Sørensen og Hustrus Legat for en Videnskabsmand 1952 og var Ridder af Dannebrog og Dannebrogsmand.
Han udstillede på Charlottenborg Forårsudstilling 1917 og 1920 og på Kunstnernes Efterårsudstilling 1921, International arkitekturudstilling i Gent, Belgien 1921 (fik guldmedalje) og Foreningen for dansk Kunst og Haandværks udstilling 1922.
Ejnar Dyggve giftede sig 7. juli 1917 i København med arkitekt Ingrid Møller (se Ingrid Dyggve) (12. februar 1890 i København – 17. juli 1969 i Hellerup), datter af overrets-, senere højesteretssagfører Ernst Johannes Møller og Alexandra Tonietta Harriet Richardt. Han er begravet i fællesgrav på Bispebjerg Kirkegård.

## Værker
- Udstykningsplan for Tibirke Bakker (1916)
- Sommerhuse i Tibirke Bakker: Langetravs 9 (1917) og 11-15 (1916-17), Bavnebakke 8 (1925-27, sammen med Ingrid Dyggve), Klammerhøj 8 (1917) og 10 (1917)
- Sommerhus på Søllerødgårdsvej, Holte (1918)
- Haveanlæg ved Emdrupholm, Hellerup (1918) og Store Mariendal, Hellerup (1918, ændret)
- Møbler

### Projekter
- Bebyggelse på Bispebjerg, København (1921, sammen med Ingrid Dyggve)
- Fredningsplan for Gentofte Kommune med idé til Bellevue Strand (1925-26)

### Skriftlige arbejder
- Talrige artikler om arkitekturhistorie og arkæologi (bibliografi findes i: Oversigt over Videnskabernes Selskabers virksomhed, 1962).